# Przemysław Thiele

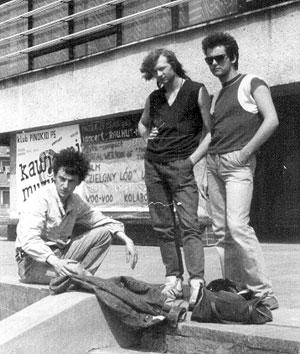
Thiele w zespole Kolaboranci (na murku).

Przemysław Thiele (ur. 10 października 1966 w Szczecinie) – polski instrumentalista, wokalista, autor tekstów, producent muzyczny i dziennikarz radiowy.
Debiutował w zespole PF BRUT, który istniał w latach 1985–1986. W  1986 roku założył zespół Kolaboranci, którego liderem i wokalistą był aż do jego rozwiązania w 1995 roku. Równolegle, od 1986, współtworzy awangardowy duet Zemby. Obecnie jest kierownikiem Redakcji Muzycznej Polskiego Radia Szczecin. Prowadzi różnorakie audycje radiowe, m.in. Szczecińską Listę Przebojów. 
W 2017 roku poinformował opinię publiczną o tym, że w latach 1988–1990 był tajnym współpracownikiem Służby Bezpieczeństwa o kryptonimie „Alek”.
Od 2012 śpiewa w zespole Arcy Młyn, który początkowo miał być pobocznym projektem, jednak z czasem przerodził się w regularny zespół.

## Dyskografia solowa
- Rygory zupy mlecznej (1998)
- Egoegzekucja (1999)
- Monogatari (2001)
- Modlitewning (2002)
- Żniwiarz (2004)
- Korepetycje z moresu (2008)
- Ego (2011)
- Gdzie jest futerał? (2013)